# El gran Meaulnes
El gran Meaulnes (títol original en francès: Le Grand Meaulnes) és una novel·la escrita per Alain-Fournier el 1913, en la qual es relata la història d'Augustin Meaulnes buscant el seu amor perdut. Responent a esquemes romanticistes, el protagonista, impulsiu, temerari i heroic, es llança cap al desconegut per recuperar el món misteriós i inassolible que separa la infància i l'adultesa.
Aquest llibre és considerat una de les millors obres de la literatura francesa dels últims segles, i ha estat traduït a diversos idiomes; en català el va publicar Edicions 62 el 1966, en traducció de Maria Aurèlia Capmany. El 1967, va ser dut al cinema per Jean-Gabriel Albicocco. El 2006, es va estrenar la nova versió cinematogràfica, amb l'actuació del cantant francès Jean-Baptiste Maunier i l'actriu francesa Clémence Poésy.
Publicada en català per Adesiara editorial (Martorell, 2019), en traducció de Lídia Anoll.